# Борисоглеб (Псковская область)
Борисоглеб — деревня в Великолукском районе Псковской области России. Входит в состав сельского поселения «Пореченская волость».
Расположена на берегу реки Ловать, в 48 километрах к югу от райцентра Великие Луки и в 10 километрах к югу от волостного центра Поречье. В 3 км к востоку находится Ворохобское озеро, вторым названием которого является также «Борисоглеб».

## Население
Численность населения деревни по состоянию на 2000 год составляла 33 жителя, на 2010 год — 19 жителей.